# Đại bàng biển
Đại bàng biển là tên gọi các loài chim săn mồi trong chi Haliaeetus trong họ Accipitridae.

## Mô tả
Đại bàng biển đa dạng về kich thước, từ đại bàng biển Sanford, nặng 2,0–2,7 kg, tới đại bàng biển Steller lớn, đạt 9 kg. Đạt 6,9 kg, đại bàng đuôi trắng là đại bàng lớn nhất châu Âu. Đại bàng đuôi trắng nặng đến 7,5 kg, do vậy là loài đại bàng bản địa lớn nhất Bắc Mỹ. Chế độ ăn của những loài chủ yếu là cá và thú nhỏ.

## Phân loại
Chi Haliaeetus được nhà tự nhiên học Pháp Marie Jules César Savigny đặt ra năm 1809 trong cuốn Description de l'Égypte. Hai loài đại bàng biển trước đây xếp vào Ichthyophaga được chứng minh là thuộc Haliaeetus trong một nghiên cứu di truyền năm 2005.
10 loài còn sinh tồn là:
| Ảnh | Tên khoa học             | Tên thường gọi         | Phân loại                                                                     |
| --- | ------------------------ | ---------------------- | ----------------------------------------------------------------------------- |
|     | Haliaeetus leucogaster   | Đại bàng bụng trắng    | Ấn Độ và Sri Lanka qua Đông Nam Á tới Úc                                      |
|     | Haliaeetus sanfordi      | Đại bàng biển Sanford  | Quần đảo Solomon                                                              |
|     | Haliaeetus vocifer       | Đại bàng cá châu Phi   | châu Phi Hạ Sahara                                                            |
|     | Haliaeetus vociferoides  | Đại bàng cá Madagascar | Madagascar                                                                    |
|     | Haliaeetus leucoryphus   | Đại bàng cá Pallas     | Trung Á, từ Kazakhstan và Mông Cổ tới miền Himalaya, Bangladesh và bắc Ấn Độ. |
|     | Haliaeetus albicilla     | Đại bàng đuôi trắng    | Lục địa Á-Âu                                                                  |
|     | Haliaeetus leucocephalus | Đại bàng đầu trắng     | Canada, Hoa Kỳ lục địa, bắc Mexico                                            |
|     | Haliaeetus pelagicus     | Đại bàng biển Steller  | ven biển đông bắc Á                                                           |
|     | Haliaeetus humilis       | Diều cá bé             | Kashmir qua đông nam Ấn Độ, Nepal, và Miến Điện tới Đông Dương                |
|     | Haliaeetus ichthyaetus   | Diều cá đầu xám        | Đông Nam Á                                                                    |